# Сошки-Кривки
Со́шки-Кри́вки — деревня Мазейского сельсовета Добринского района Липецкой области. Фактически это часть села Мазейка.
Стоит на речке — правом притоке реки Плавицы.
В начале XIX века в этих местах поселились группы крестьян из сёл Сошки и Кривка, отсюда — название.

## Население
| 2010 |
| ---- |
| 154  |